# Parallel ATA

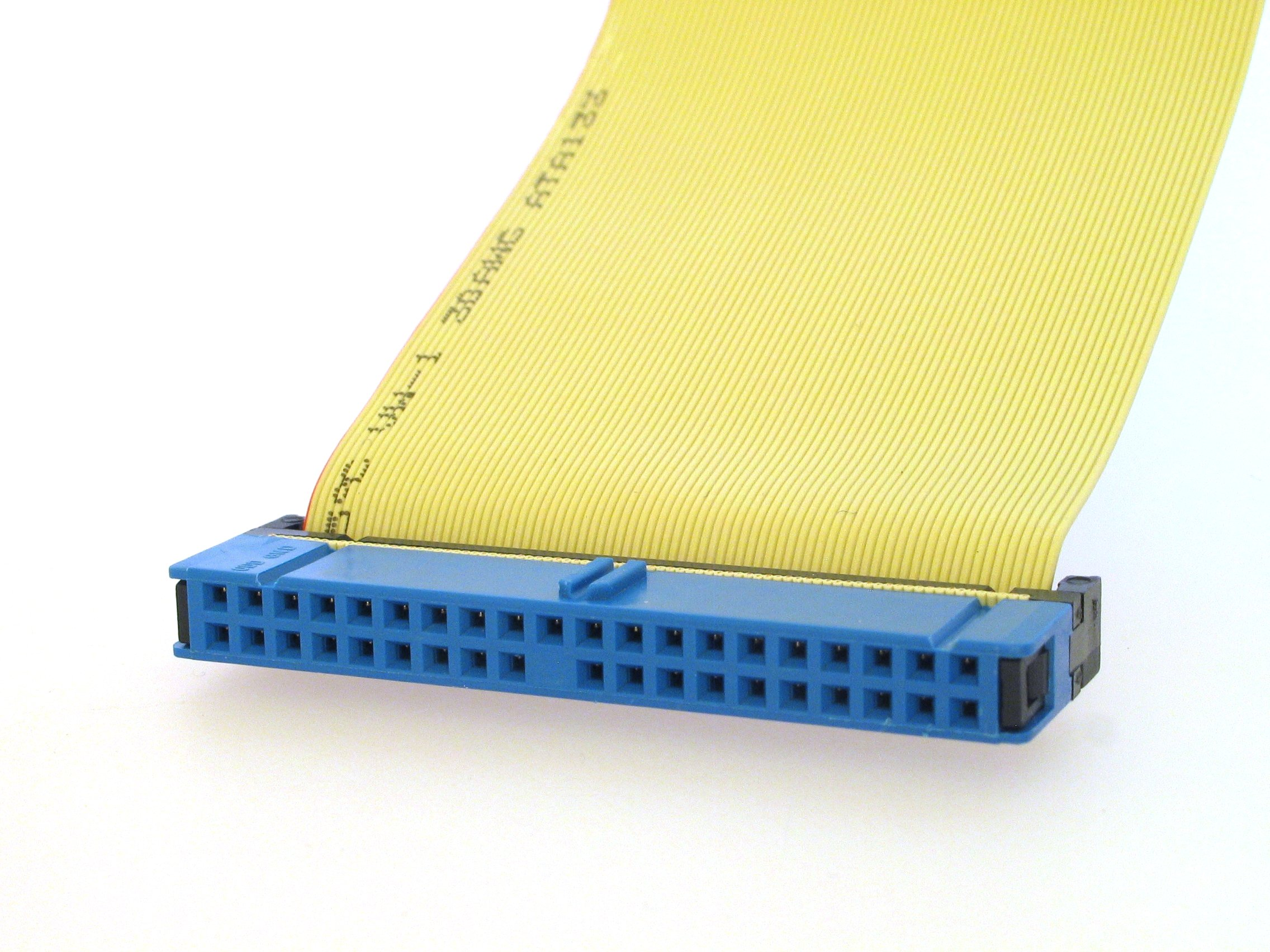
Een PATA-kabel.

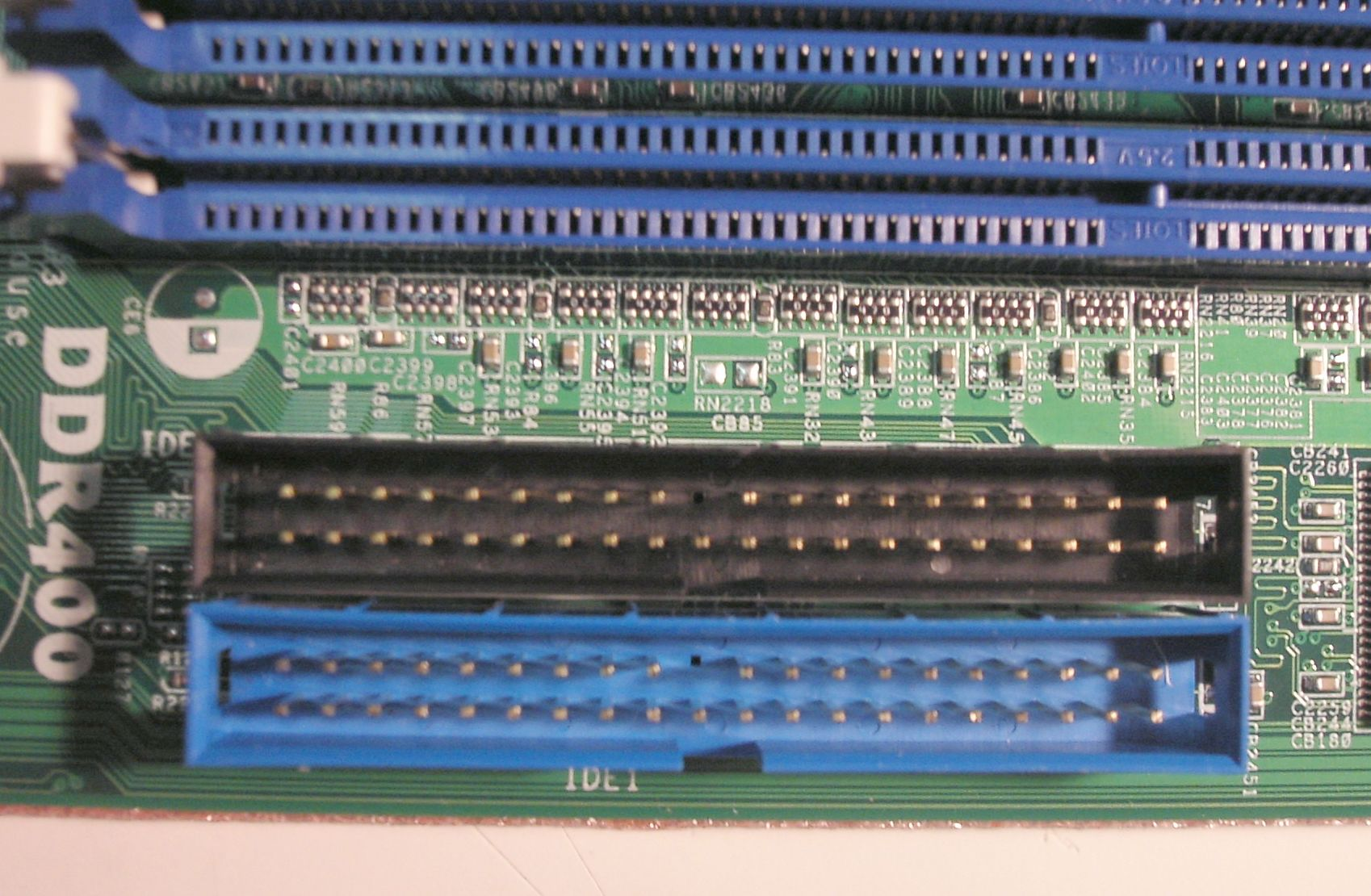
Twee PATA-aansluitingen op een moederbord.

Parallel ATA (PATA), vroeger bekend als Integrated Drive Electronics (IDE), is een standaard-interface die de communicatie tussen het moederbord van een computer en schijfstations mogelijk maakt. PATA wordt hoofdzakelijk gebruikt voor de aansturing van harde schijven en cd-rom-stations. Het maakt gebruik van de onderliggende AT Attachment- en AT Attachment Packet Interface-standaarden (afgekort ATA/ATAPI).
De naam van de IDE-interface verwijst naar de manier waarop de IDE-schijfstations zijn ontworpen. Voor elk schijfstation moet er een sturingsysteem of disk drive controller zijn om het station aan te sturen. Bij IDE-stations is dit sturingssysteem in het station zelf ingebouwd. Vandaar de naam Integrated Drive Electronics.
De aansluiting op het moederbord (vroeger meestal op een insteekkaart) wordt vaak controller genoemd, maar dat is dus eigenlijk niet juist, want de controller bevindt zich op het schijfstation zelf. Vroeger hadden de meeste moederborden twee IDE-aansluitingen, maar moderne moederborden hebben er maar één, òf helemaal geen. Dit laatste komt steeds vaker voor, omdat Serial ATA de nieuwe norm is.
De aansluiting bestaat uit 40 pinnen in twee rijen van 20. De onderlinge afstand is 1/10 inch. Een van de pinnen is niet nodig en ontbreekt vaak (er zijn dus slechts 39 pinnen) zodat omgekeerd aansluiten niet mogelijk is. De voeding, 5 V en 12 V, wordt apart aangesloten met een vierpolige Molex-connector.
Bij laptops wordt soms een kleinere uitvoering gebruikt. Deze heeft 44 pinnen in twee rijen, met een onderlinge afstand van 1/12,5 inch. De extra vier pinnen zijn o.a. voor voeding, 5 V. Een verloopstuk is nodig om zo'n schijf op een desktopcomputer aan te sluiten.

## Master/slave
Het is mogelijk twee schijfstations samen aan te sluiten. Het ene station wordt dan met jumpers als master ingesteld en het andere als slave. De controller van de slave is uitgeschakeld en de controller van de master bedient beide stations. Sluit men twee masters of twee slaves op dezelfde kabel aan, dan ontstaat er een conflict waardoor de stations niet kunnen werken.
Bij oudere schijfstations waren de jumperinstellingen vaak:
- Master - geen slave aanwezig
- Master - slave aanwezig
- Slave

Bij moderne stations hoeft men niet meer met jumpers aan te geven of er een slave aanwezig is. Sterker nog, een als slave ingesteld station werkt ook als er geen master is.
Bij modernere stations is er nog een extra jumperinstelling, namelijk 'cable select'. De instellingen zijn dan:
- Master (MA)
- Slave (SL)
- Cable select (CS)

Gebruikt men de laatste instelling dan moet een speciale kabel gebruikt worden om te bepalen welk station master of slave is. Het is hiermee niet meer mogelijk om twee masters of twee slaves op dezelfde kabel aan te sluiten. Het is dan nog wel van belang dat beide jumpers op CS staan. De speciale kabel is herkenbaar aan de kleur van de connectoren:
- blauw: moederbord
- zwart: master
- grijs: slave

Stelt men het ene station in als master en het andere als slave dan is het niet belangrijk wat voor kabel gebruikt wordt.
De termen master en slave zijn in de VS nogal controversieel. Hoewel ze niet uit een officiële standaard voortkomen, heeft de computerindustrie ze lange tijd omarmd. Er zijn echter Amerikaanse gerechtelijke uitspraken dat het, waar mogelijk, de voorkeur verdient de standaard benamingen device 0 en device 1 te gebruiken.

## Naamgeving
De IDE-standaard werd in 1990 door ANSI erkend. ANSI gebruikt echter wel een andere naam om de standaard aan te duiden. De ANSI-standaard die met IDE overeenkomt, heet (parallel) ATA of Advanced Technology Attachment.